# Trevor Crabb
Trevor Crabb (* 15. September 1989 in Honolulu) ist ein US-amerikanischer Beachvolleyballspieler.

## Karriere
Crabb begann seine Karriere als Volleyball- und Basketballspieler an der Punahou High School in Honolulu. 2009 spielte er Basketball an der University of Puget Sound. Während seines Studiums an der Long Beach State University spielte er 2012 und 2013 in der Universitätsmannschaft.
2011 spielte er mit seinem jüngeren Bruder Taylor Crabb sein erstes Beachvolleyball-Turnier in Hermosa Beach. 2013 spielten die Brüder in der Serie der National Volleyball League (NVL) in Hermosa Beach (13. Platz) und auf der AVP-Tour ein Turnier in Manhattan Beach (25. Platz). 2014 und Anfang 2015 trat Trevor Crabb auf der AVP-Tour und international mit verschiedenen Partnern an, u. a. mit Billy Allen. Danach spielten die Brüder wieder zusammen und wurden Dritte in Manhattan Beach, Neunte in Chicago, Fünfte in Mason und wieder Dritte in Huntington Beach. In Xiamen spielten sie ihr erstes Turnier der FIVB World Tour und kamen gleich auf den neunten Rang. Im Oktober gewannen sie das NORCECA-Turnier in St. Lucia. Anfang 2016 folgten in dieser Serie weitere Turniersiege in Guatemala-Stadt und Grand Cayman. Bei sieben AVP-Turnieren erreichten die Crabb-Brüder jeweils den zweiten oder dritten Platz. Auf der World Tour 2016 wurden sie Neunte der Cincinnati Open sowie der Majors in Gstaad und Klagenfurt. Beim Grand Slam in Long Beach kamen sie hingegen mit dem 17. Platz erstmals nicht in die Top Ten.
2017 bildete Trevor Crabb ein neues Duo mit dem zweimaligen Olympiateilnehmer Sean Rosenthal. Bestes Ergebnis auf der World Tour war für Rosenthal/Crabb ein fünfter Platz beim Drei-Sterne-Turnier in Xiamen. Mit John Mayer gewann Crabb 2018 die FIVB-Turniere in Luzern und Jinjiang. Mitte 2018 wechselte Crabb erneut den Partner und ging seitdem mit Tri Bourne auf Punktejagd. Anfang Oktober gewannen die beiden in Qingzhou das 3-Sterne-Turnier. In den folgenden Jahren belegten sie bei vier Veranstaltungen der amerikanischen Serie den Bronzerang und gewannen das Saisonfinale 2020.  Eine Spielzeit nach ihrem Sieg in China erreichten sie bei der World Tour mit dem dritten Rang im mexikanischen Chetumal noch einen Stockerlplatz und in Jinjiang als Vierte eine zusätzliche Halbfinalteilnahme. Vier weitere Male gehörten sie zu den besten acht Teams bei Vier Sterne Events und erreichten dazu noch vier Mal das Achtelfinale bei der World Tour.
Nach den Olympischen Spielen 2021 gewannen Tri Bourne und Trevor Crabb vier Turniere der amerikanischen Serie und wurden zwei Mal Zweite und zwei Mal Dritte. 2022 wurden sie außerdem das „AVP Team of the Year“. Bei der FIVB World Tour und später bei der Volleyball World Beach Pro Tour standen die beiden Athleten noch vier Mal im Achtelfinale, die WM 2022 in Rom eingeschlossen. Der größte Erfolg ihrer gemeinsamen Karriere war ihnen jedoch drei Jahre zuvor gelungen, als die bei der Weltmeisterschaft in Hamburg erst im Halbfinale an den späteren Siegern Stojanowski / Krassilnikow scheiterten und danach auch das Bronzematch gegen die Norweger Mol / Sørum in drei Sätzen verloren. Ende 2022 beendeten die beiden US-Amerikaner ihre Zusammenarbeit. Während Tri Bourne seitdem mit Chaim Schalk auf Punktejagd geht, heißt der neue Partner von Trevor Crabb Theodore Brunner.

## Familie
Trevor Crabb hat neben seinem Bruder Taylor weitere Verwandte, die im Volleyball erfolgreich waren. Sein Onkel Tony Crabb war Co-Trainer der US-Nationalmannschaft, die bei den Olympischen Spielen 1984 die Goldmedaille gewann. Seine Cousine Lindsey Berg nahm an den Olympischen Spielen 2004, 2008 und 2012 teil und gewann dabei zwei Silbermedaillen.